# Pseudupeneus
Pseudupeneus Bleeker, 1862 è un genere di pesci perciformi, appartenenti alla famiglia Mullidae.

## Distribuzione
Provengono dall'oceano Pacifico.

## Descrizione
Presentano un corpo allungato, leggermente compresso sull'addome, con una colorazione molto variabile. La specie di dimensioni maggiori è Pseudupeneus prayensis, che può occasionalmente raggiungere i 55 cm.

## Tassonomia
In questo genere sono riconosciute 3 specie:
- Pseudupeneus grandisquamis (Gill, 1863)
- Pseudupeneus maculatus (Bloch, 1793)
- Pseudupeneus prayensis (Cuvier, 1829)